# Distretto di Chitrakoot
Chitrakoot è un distretto dell'India di 800 592 abitanti. Capoluogo del distretto è Chitrakoot Dham.